# ランラン18歳
『ランラン18歳』（ランランじゅうはっさい、原題：낭랑18세）は、2004年1月19日から3月9日まで毎週月曜日と火曜日にKBS2で毎回約1時間全16回にわたって放送された韓国のテレビドラマ。2002年に放送された『冬のソナタ』を書いた脚本家キム・ウニとユン・ウンギョンの2人が脚本を書き、今どきの高校生役をハン・ジヘ、エリート検事役をイ・ドンゴンが演じた恋愛喜劇。

## 登場人物
ユン・ジョンスク〈18歳〉
演 - ハン・ジヘ
今どきのギャル風な高校生。ヒョクチュンの妻になる。坡平尹氏（パピョン ユン氏）の血筋をひいている。
クォン・ヒョクチュン〈28歳〉
演 - イ・ドンゴン
安東権氏（アンドン グォン氏）の伝統を重んじる宗家の跡取り。最年少の検事。ジョンスクの夫になる。
ムン・ガヨン
演 - イ・ダヘ
ヒョクチュンの初恋相手。
チ・ナムチョル
演 - イ・ジュン
大学生。